# Parafia św. Apostołów Piotra i Pawła w Lipinkach
Parafia Świętych Apostołów Piotra i Pawła w Lipinkach – parafia rzymskokatolicka, znajdująca się w diecezji toruńskiej, w dekanacie Kurzętnik.
Do parafii należą wierni z miejscowości: Lipinki, Babalice, Kuczwały, Sędzice, Sumin, Szmeltry. 